# Teichland
Teichland, niedersorbisch Gatojce, ist eine Gemeinde im Landkreis Spree-Neiße in Brandenburg. Sie gehört dem Amt Peitz an, das seinen Verwaltungssitz in der Stadt Peitz hat.

## Geographie
Die Gemeinde liegt im Südosten des Landes Brandenburg in der Niederlausitz im angestammten Siedlungsgebiet der Sorben/Wenden. Nachbargemeinden sind im Süden und Westen die Stadt Cottbus, im Norden die Stadt Peitz, im Nordosten Jänschwalde und im Osten Heinersbrück. Die Nordostgrenze wird durch die Malxe gebildet.

## Gemeindegliederung
Ortsteile sind Bärenbrück (niedersorbisch Barbuk), Maust (Hus) und Neuendorf (Nowa Wjas). Außerdem gehören die Wohnplätze Kleine Heide (Mała Góla) und Maustmühle (Husański Młyn) zur Gemeinde.

## Geschichte
Bärenbrück, Maust und Neuendorf gehörten seit 1816 zum Kreis Cottbus in der preußischen Provinz Brandenburg und ab 1952 zum Kreis Cottbus-Land im DDR-Bezirk Cottbus. Seit 1993 liegen die Orte im brandenburgischen Landkreis Spree-Neiße.
Die Gemeinde Teichland entstand am 31. Dezember 2000 aus dem freiwilligen Zusammenschluss der bis dahin selbstständigen Gemeinden Bärenbrück, Maust und Neuendorf im Vorfeld der Gemeindereform Brandenburg 2003.

## Bevölkerungsentwicklung
| Jahr | Bärenbrück | Maust | Neuendorf |      | Jahr | Teichland |
| ---- | ---------- | ----- | --------- | ---- | ---- | --------- |
| 1875 | 245        | 333   | 261       | 2000 | 1299 |           |
| 1910 | 237        | 390   | 407       | 2005 | 1270 |           |
| 1939 | 233        | 413   | 401       | 2010 | 1171 |           |
| 1946 | 250        | 545   | 470       | 2015 | 1150 |           |
| 1950 | 269        | 491   | 388       | 2020 | 1113 |           |
| 1971 | 213        | 395   | 367       | 2021 | 1098 |           |
| 1990 | 207        | 266   | 302       | 2022 | 1063 |           |
| 1995 | 199        | 438   | 315       | 2023 | 1068 |           |
| 1999 | 240        | 562   | 468       | 2024 | 1061 |           |

Gebietsstand des jeweiligen Jahres, Einwohnerzahl: Stand 31. Dezember, von 2011 bis 2021 auf Basis des Zensus 2011, ab 2022 auf Basis des Zensus 2022

## Politik

### Gemeindevertretung
Die Gemeindevertretung von Teichland besteht aus zehn Gemeindevertretern und dem ehrenamtlichen Bürgermeister. Die Kommunalwahl am 9. Juni 2024 führte bei einer Wahlbeteiligung von 82,5 % zu folgendem Ergebnis:
| Partei / Wählergruppe   | Stimmenanteil | Sitze |
| ----------------------- | ------------- | ----- |
| Initiative Maust 93     | 39,2 %        | 4     |
| Initiative Neuendorf 93 | 37,5 %        | 4     |
| Wählergruppe Bärenbrück | 23,2 %        | 2     |

### Bürgermeister
- 2003–2014: Helmut Geissler (Einzelbewerber)[8]
- seit 2014: Harald Groba (Initiative Maust 93)[9]

Groba wurde in der Bürgermeisterwahl am 9. Juni 2024 mit 57,5 % der gültigen Stimmen für eine weitere Amtszeit von fünf Jahren gewählt.

### Wappen
Das Wappen wurde von dem Heraldiker Uwe Reipert gestaltet und am 5. April 2005 genehmigt.
| Wappen von Teichland | Blasonierung: „Unter schwarzen Schildhaupt, belegt mit drei goldenen Dornenfäden, in Gold drei schwarze, aus einem blauen Wellenschildfuß wachsende Rohrkolben mit grünen Stängeln und Blättern.“ |
| Wappen von Teichland | Wappenbegründung: Die Rohrkolben verbildlichen die drei Ortsteile der Gemeinde und deren Lage in der Peitzer Teichlandschaft. Im schwarzen Schildhaupt sind drei Dornenfäden dargestellt, die an Hochspannungsleitungen erinnern und die Wirtschaftsgeschichte der Gemeinde mit der Energiegewinnung durch den Tagebau Cottbus-Nord und das Kraftwerk Jänschwalde darstellen sollen. |

## Sehenswürdigkeiten

Aussichtsturm und Erlebnispark mit Sommerrodelbahn, Irrgarten und slawischem Götterhain im Ortsteil Neuendorf

In der Liste der Baudenkmale in Teichland und in der Liste der Bodendenkmale in Teichland stehen die in der Denkmalliste des Landes Brandenburg eingetragenen Denkmale.
Auf der Bärenbrücker Höhe gibt es einen Erlebnispark mit dem Aussichtsturm Teichland.

## Verkehr

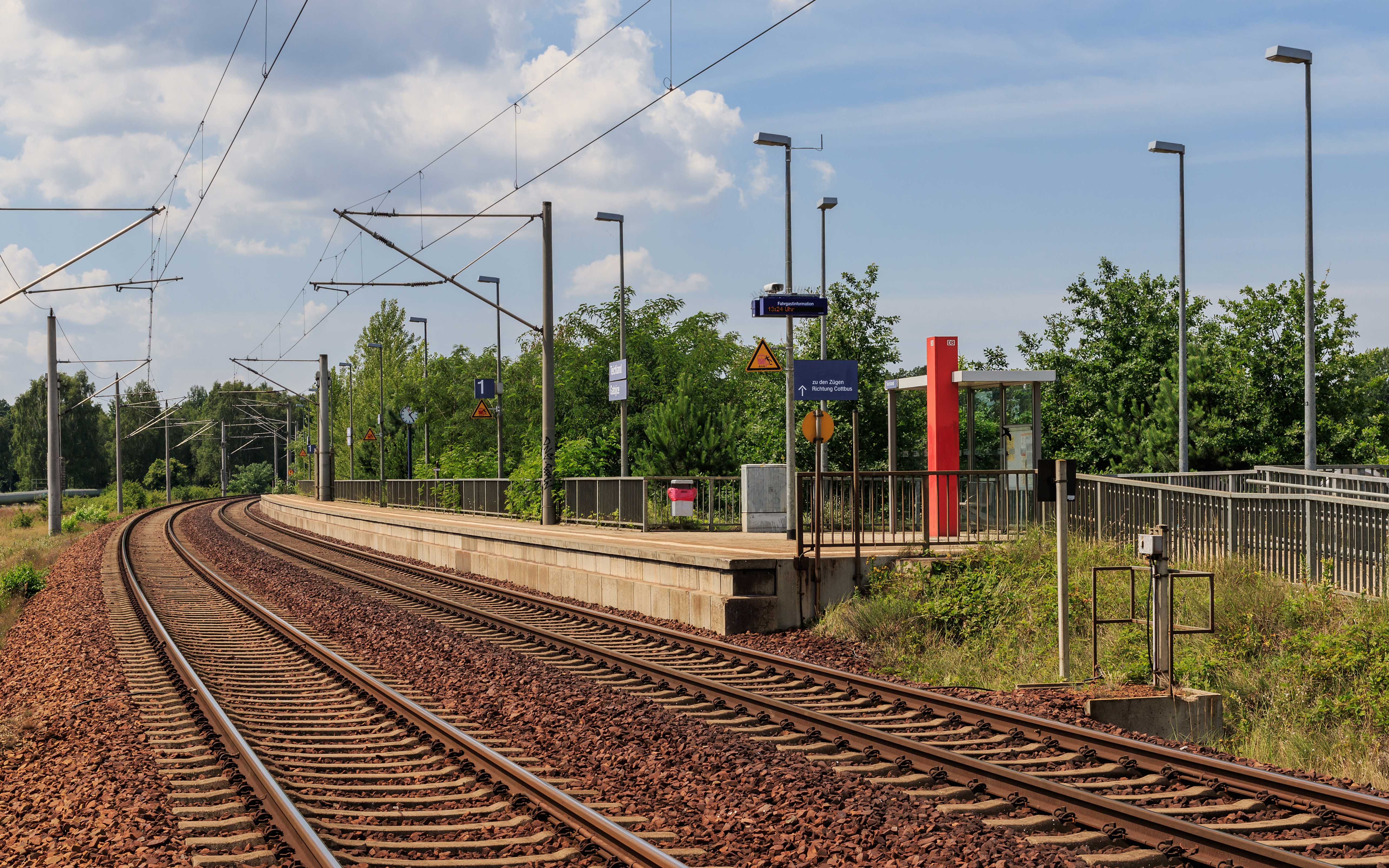
Haltepunkt Teichland

Teichland liegt an der Bundesstraße 168 zwischen Cottbus und Peitz sowie an der Landesstraße L 473, die die Ortsteile Maust und Neuendorf miteinander verbindet.
Der Haltepunkt Teichland liegt an der Bahnstrecke Cottbus–Guben und wird abwechselnd von der Regional-Express-Linie RE 10 (Frankfurt (Oder)–Cottbus–Leipzig Hbf), sowie von der Regionalbahnlinie RB 43 (Frankfurt (Oder)–Cottbus–Falkenberg (Elster)) zweistündlich bedient, wodurch sich ein Stundentakt ergibt.

## Persönlichkeiten
- Fritz Lattke/Fryco Latk (1895–1980), Maler, Illustrator und Comiczeichner, geboren in Neuendorf
- Kerstin Bednarsky (* 1960), Politikerin (Die Linke), lebt in Maust